# بزمجه دم‌برآمده
 بزمجه دم‌برآمده(نام علمی: Varanus acanthurus) نام یک گونه از سرده بزمجه است.